# 1103 (число)
1103 (одна тысяча сто три) — натуральное число, расположенное между числами 1102 и 1104. Оно является 185-м простым числом, а относительно их последовательности расположено между 1097 и 1109.

## Математика
- 1103 — четырёхзначное нечётное простое[2][3] число.
- Число 1103 является простым числом Софи Жермен[4] и наименьшим из таких чисел, которое может быть представлено в виде суммы четырёх последовательных простых чисел[5].
- 1103 является сбалансированным простым числом — простым числом, равным среднему арифметическому предыдущего и следующего простых чисел[6]. Также это наименьшее из сбалансированных простых чисел, которое является отражаемым (англ. reflectable prime — простое число, запись которого сохраняет прежний смысл при вертикальном зеркальном отражении, из-за чего может содержать лишь цифры 0, 1, 3 и 8[7])[8].
- Число 11033 + 2 является простым[9].
- 1103 — число различных графов с 9 вершинами и 8 гранями[10].
- Рамануджан нашёл аппроксимацию для числа {\displaystyle 2\pi {\sqrt {2}}}, равную {\displaystyle {\tfrac {99^{2}}{1103}}}[8].

### Свойства десятичной записи
- 11032 = 1 216 609. При переворачивании числа и его квадрата равенство сохраняется[5]:

30112 = 9 066 121
- Сумма цифр[11][12], сумма квадратов цифр[11][13], сумма кубов цифр[11][14] и сумма четвёртых степеней[15] цифр числа 1103 — простые числа:

1 + 1 + 0 + 3 = 5,
12 + 12 + 02 + 32 = 1 + 1 + 0 + 9 = 11,
13 + 13 + 03 + 33 = 1 + 1 + 0 + 27 = 29,
14 + 14 + 04 + 34 = 1 + 1 + 0 + 81 = 83.
Сумма пятых степеней цифр равна составному числу 245.

### «Жизнь» Конвея
В игре «Жизнь» из всех пентамино самой долгой эволюцией обладает R-пентамино. Эволюция этого пентамино становится тривиальной лишь спустя 1103 поколения.